# Rete tranviaria di Krasnodar
La rete tranviaria di Krasnodar è la rete tranviaria che serve la città russa di Krasnodar.